# بورتساغ
بورتساغ أو بورشاك أو بيشي (بالبشكيرية: бауырһаҡ، بالقرغيزية: боорсок، بالمنغولية: боорцог، بالروسية: баурсак، بالتترية: бавырсак، بالأوزبكية: bog'irsoq، بالطاجيكية: бусроқ، بالتركية: pişi ،bişi ،tuzlu ،lokma ،halka وبالتركمانية: pişme) نوع من عجين الطعام المقلي الموجودة في مطابخ آسيا الوسطى، إيدل-أورال، منغوليا والشرق الأوسط. ويجهز على شكل مثلثات أو في بعض الأحيان كرات. يتكون العجين من الطحين والخميرة والحليب والبيض والسمن والملح والسكر والزبدة. غالباً ما يُزين البورساك الطاجيكي بنقش متشابك بالضغط بالجزء الأسفل من مصفاة صغيرة على قطعة العجين قبل قليها.
غالباً ما تقدم معجنات البورتساغ كحلوى، مع السكر، الزبدة، المربى أو العسل. وربما يُعتبر أنها نوع من الكعك أو البسكويت، وبما أنها مقلية، فإنها تقارن أحياناً بكعك الدونات. أحياناً تغمس الشعوب المنغولية والتركية البورتساغ في الشاي. وفي آسيا الوسطى، غالباً ما تؤكل مع الحساء.

## التحضير
تتراوح مكونات عجين البورتساغ من عجين بسيط، إلى عجين أكثر حلاوة وقرمشة. على سبيل المثال، تتطلب الوصفة القيرغيزية النموذجية؛ كوب من الزبد، 7 أ كواب ماء مالح، 6 أكواب حليب، بالإضافة إلى الخميرة والدقيق، بينما تضيف الوصفات الأكثر تعقيداً البيض والسكر. أيضا يمكن إعداد العجين مع القيمر.
يُجهز البورتساغ عن طريق تقطيع العجين المسطح إلى قطع. على الرغم من أن هذه القطع لا تُجرى عادةً في آسيا الوسطى، فإنها قد تطوى وتُشكل بأشكال مختلفة قبل أن تُقلى. هذه طريقة شائعة خاصة بين المنغوليين. ويبدو لون العجين المقلي بني ذهبي. يستخدم المنغوليون عادة دهون لحم الضأن لإعطاء البورتساغ نكهة إضافية، لكنهم قد يستبدلوه بالزيت النباتي.

## أرقام عالمية
أُعدت أكبر قطعة بورسكاك بوزن (179 كجم) في 20 أبريل 2014 في أوفا، روسيا. وقد استخدم لإعدادها 1006 بيضة، 25 كجم من السكر، 70 كجم من الطحين، 50 كجم من العسل البشكيري. بينما دخل البورساك سجل غينيس في ألماتي، 7 سبتمبر 2014 خلال الاحتفال بيوم عيد الأم، عندما طُبخ 856 كيلوجرام منه في مكان ويوم واحد. أقيم الاحتفال في شكل منافسة طهي بين فرق من الحموات وكناتهن. حيث شاركت سبعة فرق في المسابقة.

## معرض الصور

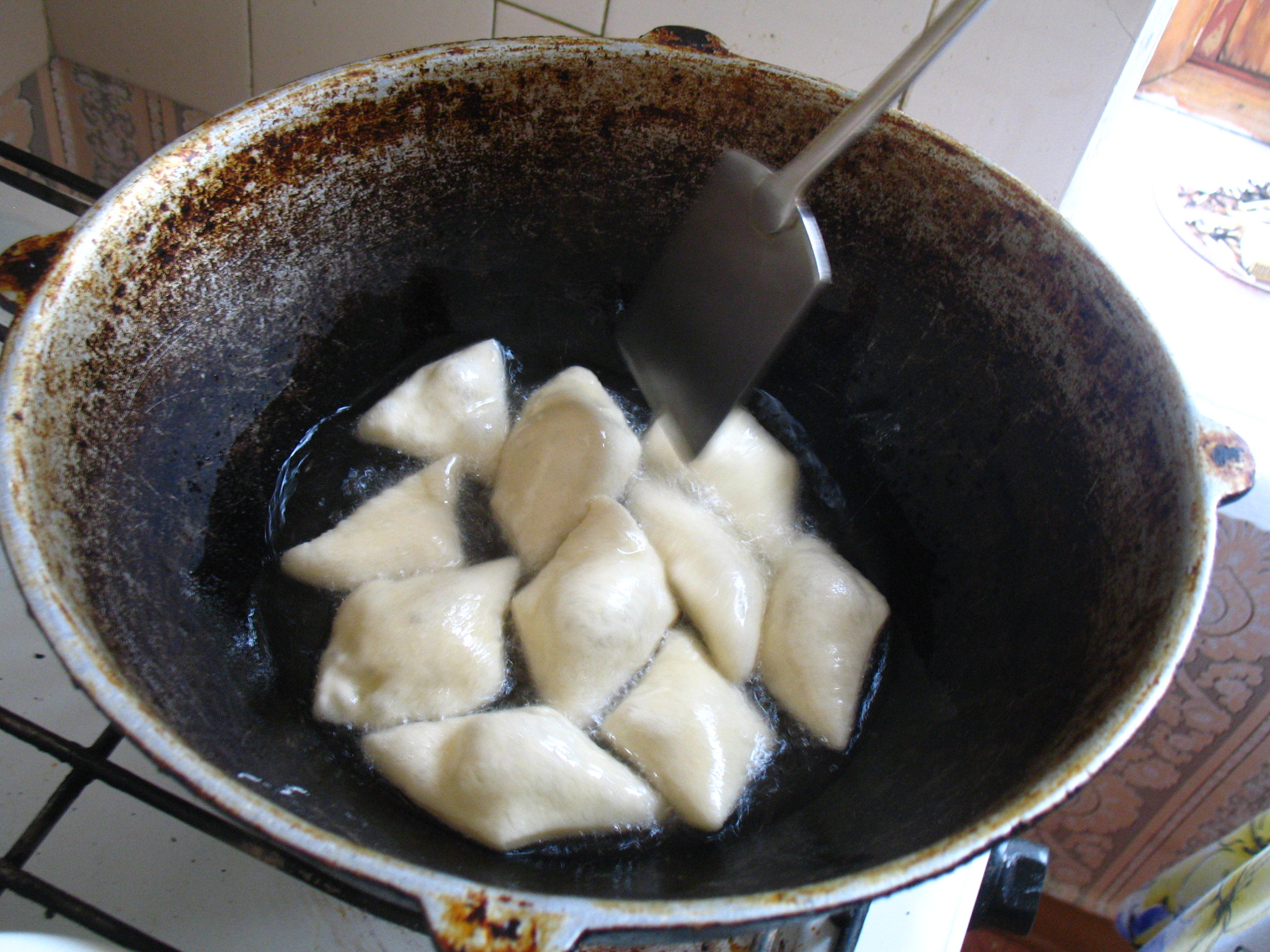
بورساك قيرغيزية تُقلى في موقد من نوع قازان
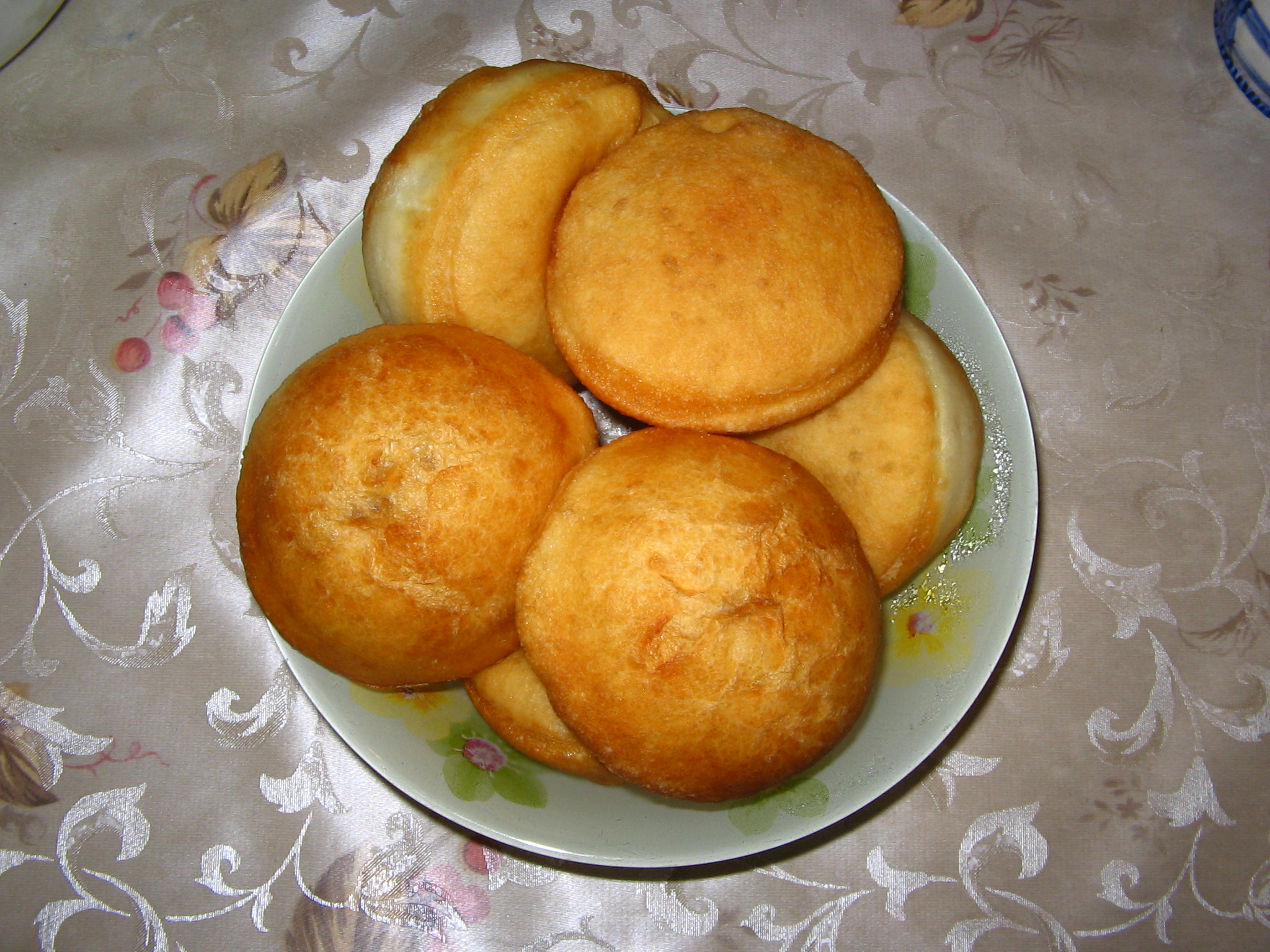
بورساك كازخستاني
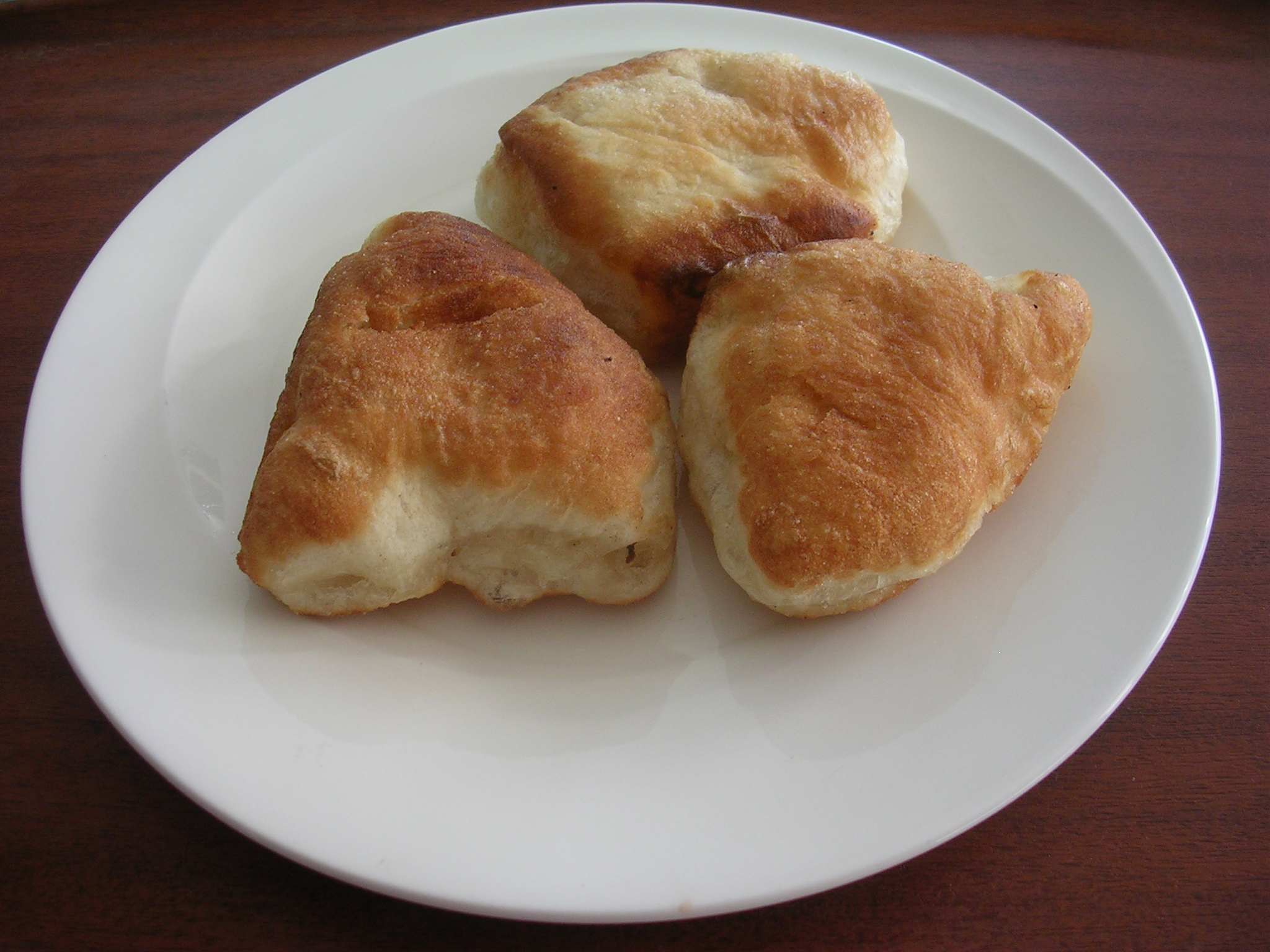
بيشي تركية

## منشورات
- Mayhew، Bradley؛ John Noble (2007). Central Asia: Kazakhstan, Tajikistan, Uzbekistan, Kyrgyzstan, Turkmenistan. Multi Country Guide. لونلي بلانيت. ISBN:1-74104-614-9. مؤرشف من الأصل في 2020-08-13. اطلع عليه بتاريخ 2009-11-12.
- Schreiber, Dagmar (2008). Kasachstan: Auf Nomadenwegen zwischen Kaspischen Meer und Altaj (بالألمانية) (3rd ed.). Trescher Verlag. ISBN:3-89794-137-6. Archived from the original on 2020-12-05. Retrieved 2009-11-12.
- Waters، Bella (2007). Kazakhstan in Pictures. Visual Geography (ط. 2nd). Twenty-First Century Books. ISBN:0-8225-6588-9. مؤرشف من الأصل في 2020-08-13. اطلع عليه بتاريخ 2009-11-12.

## وصلات خارجية
- طريقة التحضير
- طريقة التحضير
- طريقة التحضير نسخة محفوظة 16 مارس 2019 على موقع واي باك مشين.
- البورشاك القيرغيزي المقلي
- My Home - وصفات من المطبخ التتري